# Joaquim Nogueira Paranaguá

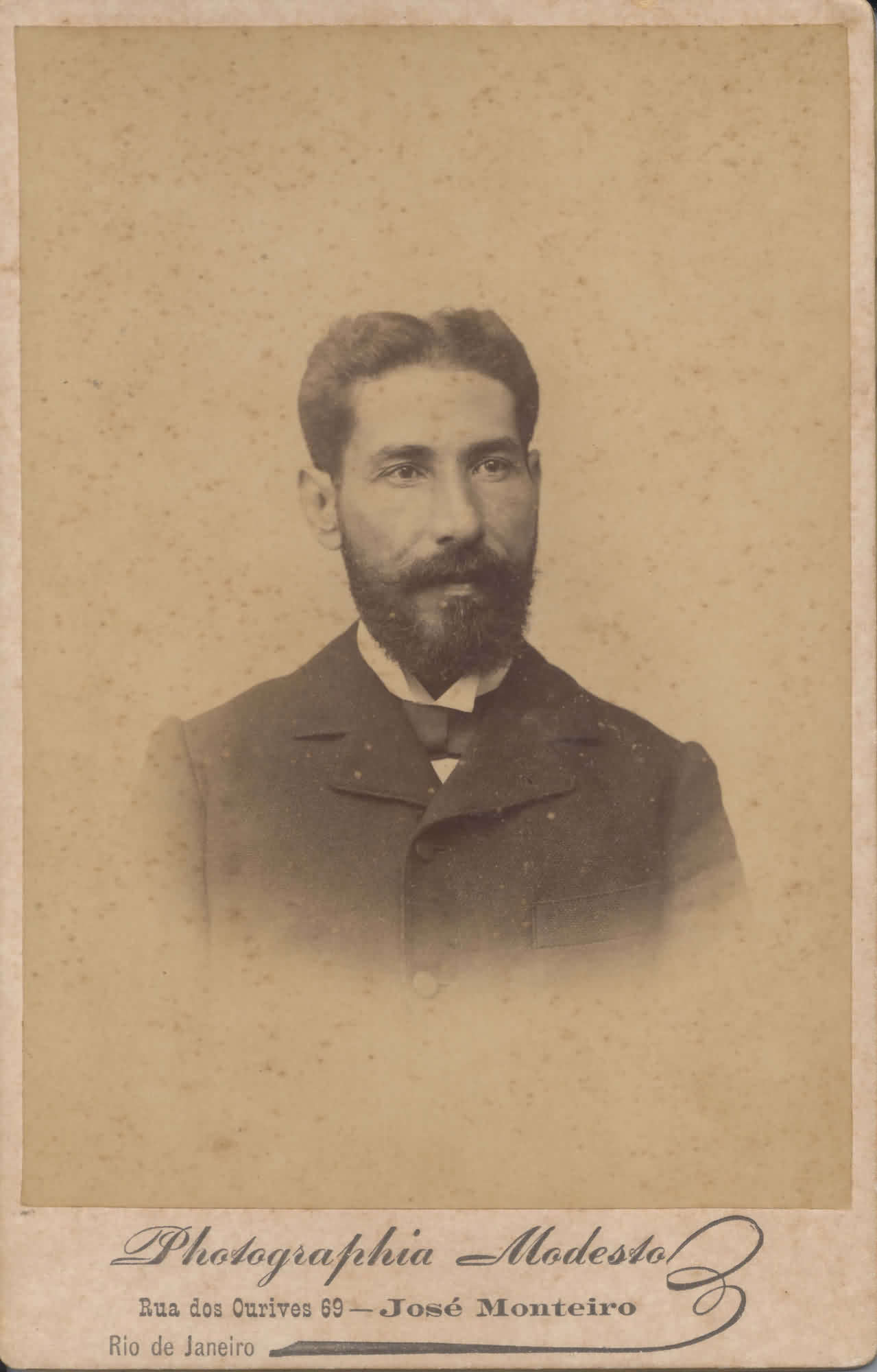
Dr. Joaquim Nogueira Paranaguá em 1895

Joaquim Nogueira Paranaguá (Corrente, 11 de janeiro de 1855 — Corrente, 11 de janeiro de 1926) foi um proprietário rural,  médico, político e escritor brasileiro.

## Biografia
Filho do Comendador José Francisco Nogueira Paranaguá e Isabel de Jesus Nogueira, formou-se na Faculdade de Medicina da Bahia (1882). Médico da Santa Casa de Misericórdia de Teresina. Deputado provincial (três legislaturas), vice-governador do estado do Piauí. Assumiu interinamente o governo do estado, de 4 de junho a 23 de agosto de 1890. Deputado federal constituinte (1891) e Senador da República. Ministro de Estado Tesoureiro da Imprensa Nacional. Membro da Sociedade Brasileira de Geografia e Sócio-Correspondente do Instituto Histórico e Geográfico Brasileiro - IHGB. Membro da Sociedade de Medicina e Cirurgia do Rio de Janeiro e Presidente do Instituto de Proteção e Assistência à Infância (Rio de Janeiro). Foi também um dos sócios fundadores, junto com Olavo Bilac, da Liga Brasileira Contra o Analfabetismo.
Teve grande atuação na campanha abolicionista no seu estado. Como deputado federal constituinte (1891) e senador (1899-1906) foi um dos mais destacados defensores da transferência da capital federal do Rio de Janeiro para o interior do país. Autor do Projeto de Lei (1892) que autorizou o Executivo a explorar e demarcar as terras destinadas à futura capital federal (Quadrilátero Cruls). Como resultado dessa iniciativa, o presidente Floriano Peixoto, mudancista entusiasta que era, criou em maio de 1892, uma Comissão presidida por Luiz Cruls, diretor do Observatório Nacional, e de mais três membros: o astrônomo Henrique Morize, o botânico Ernesto Ule e o geólogo Eugênio Hussak, os quais chegam com uma equipe ao planalto central no dia 1º de agosto de 1892. Ao anunciar a medida ao Legislativo, Floriano Peixoto afirma que “o Governo trata de fazer seguir para o planalto central a Comissão que deve preceder a demarcação da área e fazer sobre a zona os indispensáveis estudos”, pois “reputa de necessidade inadiável a mudança da Capital da União”.
A comissão presidida por Cruls cumpre, segundo os críticos, sua missão a contento, demarcando, no Planalto Central de Goiás, um quadrilátero com 14.400 quilômetros quadrados. Os trabalhos têm uma duração de quatro anos, atingindo, assim, parte do governo do Presidente Prudente de Moraes. A partir de então, a área destinada ao futuro Distrito Federal passa a figurar nos mapas cartográficos.
Passam-se oito anos (de 1896 a 1904) sem que nenhuma providência seja tomada a respeito das conclusões e medidas sugeridas pela Comissão Cruls.
A Campanha Mudancista no Congresso Nacional
O senador piauiense Nogueira Paranaguá que, quando deputado, em 1892, promove o primeiro passo para a demarcação do Quadrilátero Cruls, ressuscita o assunto, em 1905, com uma ênfase tal que o transforma na principal questão em debate na época. Paranaguá conta, para a sua “Campanha Mudancista”, com o apoio de jornalistas prestigiados como Olavo Bilac, Medeiros e Albuquerque, Souza Bandeira e Euclides da Cunha, entre outros.
Fundador e grande incentivador — juntamente com seu irmão gêmeo Benjamin José Nogueira — do Colégio Correntino Piauiense, primeira instituição privada de ensino do Piauí, embrião do Instituto Batista Industrial, fundado em 1920, posteriormente modificado para Instituto Batista Correntino.
Joaquim Nogueira Paranaguá foi casado com Emma Riedel Weguelin, filha de Augusto Weguelin, Cônsul-Geral da Suíça no Brasil, e Guilhermina Riedel, filha de Ludwig Riedel, botânico alemão que integrou a Expedição Langsdorff. Tiveram os seguintes filhos:
- Therezina Weguelin Nogueira Paranaguá
- Augusto Weguelin Nogueira Paranaguá
- Tancredo Weguelin Nogueira Paranaguá
- Correntino Weguelin Nogueira Paranaguá

Obras publicadas: "Composição do Sangue", tese de Doutorado, Faculdade de Medicina da Bahia (1882); “O que deve saber uma menina de 12 anos" (1916); "Higiene Social" (1919); "Carta aos Piauienses" (1919); "As Reformas Ortográficas"; "O Fumo e Seus Efeitos no Organismo Humano"; "Do Rio de Janeiro ao Piauí pelo Interior do País" (1905) e "Os Liberianos". Escreveu também sobre educação sexual e sobre as lendas do sul do Piauí.